# Halvarine
Halvarine of minarine is kunstboter met een vetgehalte van ongeveer 40 procent.  Het is gemaakt van plantaardige olie en water en heeft de helft zoveel vet als margarine. De naam is dan ook samengesteld uit "half" en "margarine". Halvarine wordt gemaakt in een machine met de naam votator.
Halvarine is niet geschikt voor bakken en braden omdat er te veel water in zit. In sommige halvarine zitten ook eiwitten die stollen bij verhitting.    